# Cucu
Cucu (węg. Kak) – wieś w Rumunii, w okręgu Satu Mare, w gminie Odoreu. W 2011 roku liczyła 11 mieszkańców. 